# سارة وينشستر
سارة وينشستر (بالإنجليزية: Sarah Winchester) هي مهندسة معمارية أمريكية، ولدت في 1 سبتمبر 1839 في نيو هيفن في الولايات المتحدة، وتوفيت في 5 سبتمبر 1922 في سان خوسيه في الولايات المتحدة.
اشتهرت بقصر وينشستر الغامض

## وصلات خارجية
- سارة وينشستر على موقع إن إن دي بي (الإنجليزية)